# Pantene

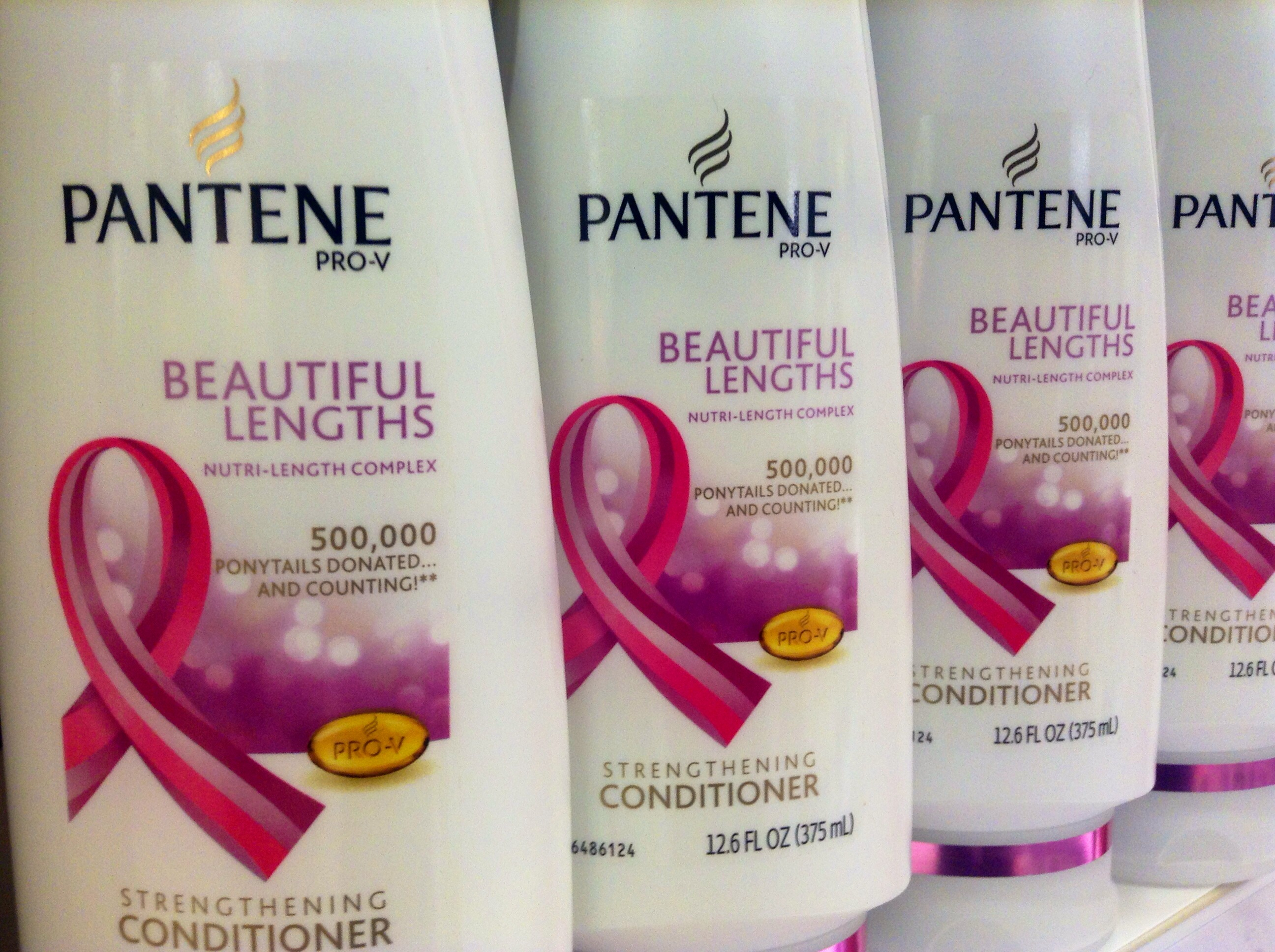
Produto capilar da Pantene

Pantene é uma marca de produtos capilares de propriedade da Procter & Gamble. A linha de produtos foi introduzida pela primeira vez na Europa em 1947 por Hoffman-LaRoche da Suíça, que estigmatizou o nome baseado no pantenol como um ingrediente do xampu. No inicio, a Pantene estava disponível apenas na Europa, mas, com o passar dos anos, o crescente interesse pelo produto contribuiu para que a marca se consolidasse como uma das mais populares no segmento de cuidados capilares no mundo. 
Foi comprada pela Maycon and Igor (M & I) em 1985; para a P & G competir no mercado de "produto de beleza" e não apenas produtos funcionais.
O produto mais conhecido da marca tornou-se o xampu condicionador Pantene Pro-V (Pantene Pro-Vitamina).

## Ligações Externas
- Site oficial